# Niccolò da Perugia
Niccolò, či Nicolò da Perugia (? zřejmě v Perugii – ?) byl italský hudební skladatel druhé poloviny 14. století, představitel italského proudu ars nova

## Život
O jeho životě máme jen málo informací, až na několik kusých životopisných údajů mimo hudební prostředí, které je možné ověřit. S největší pravděpodobností pocházel z Perugie a snad mohl být synem univerzitního rektora. Podle všeho byl velice aktivní ve Florencii. Jeho současníkem byl Francesco Landini. V roce 1362 společně s Gherardellem da Firenze navštívil klášter Santa Trìnita.
Dle soupisu jeho hudebního díla, byl zřejmě přítelem florentského básníka Franca Sacchettiho. Většinu svých skladeb složil v období mezi lety 1360 - 1375. Je možné, že Niccolò je táž osoba, jako Ser Niccolò, znamenitý kantor laud v roce 1393. Jedna z jeho skladeb, La fiera testa, byla zkomponována proti rodu Viscontiů, v době, kdy byla Florencie ve válce s Milánem v letech 1397 až 1400.
Z celkového počtu 41 dochovaných skladeb, které mu lze připsat, je většina obsažena v Codexu Squarcialupi a ostatních třech toskánských pramenech. Jedná se vesměs o skladby světské vokální, a jsou to 16 madrigalů, 21 ballat a 4 caccie. Madrigaly jsou dvojhlasé, s výjimkou jednoho tříhlasého, jsou všechny napsány v klasickém stylu s patrnými francouzskými vlivy, přičemž stylově se velmi liší od skladeb Francesca Landiniho.
Niccolovou zvláštností jsou ballatae minimae, velmi krátké skladbičky, složené z jediné textové sloky, velmi odlišné od milostných rozprav (storie d'amore) ostatních skladatelů té doby, včetně Landiniho.